# Resolució 1505 del Consell de Seguretat de les Nacions Unides
La Resolució 1505 del Consell de Seguretat de les Nacions Unides, adoptada per unanimitat el 4 de setembre de 2003 després de recordar la Resolució 1503 (2003), el Consell va nomenar Hassan Bubacar Jallow com a fiscal del Tribunal Penal Internacional per a Ruanda (ICTR).
El Consell de Seguretat va prendre nota de la nova posició del fiscal al TPIR creat per la Resolució 1503 i, posteriorment, va aprovar el nomenament de Hassan Bubacar Jallow per un període de quatre anys, a partir del 15 de setembre de 2003.